# Икотник серый
Ико́тник се́рый, или Икотник серо-зелёный (лат. Bertéroa incána) — травянистое растение, типовой вид рода Икотник (Berteroa) семейства Капустные (Brassicaceae). Используется в традиционной медицине, и как хороший медонос. 

## Ботаническое описание[1][4]

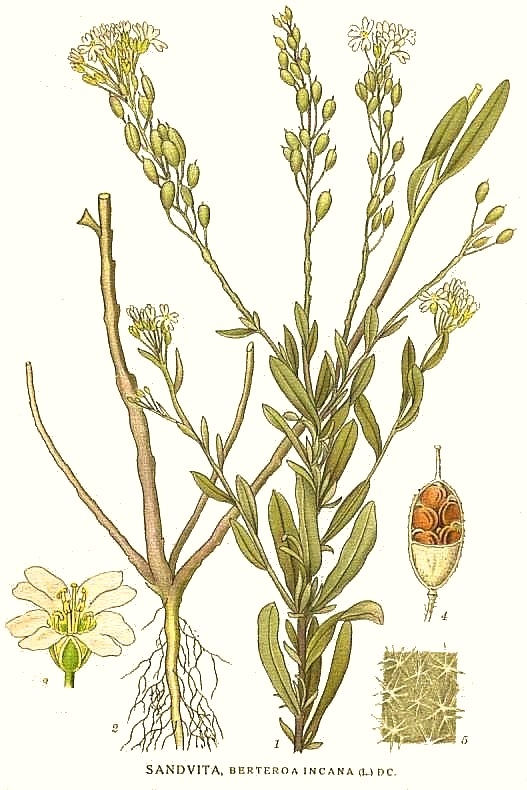

Двулетнее травянистое растение, целиком опушенное короткими звездчатыми волосками.
Стебель одиночный, прямостоячий, высотой до 50-65 см; в верхней части ветвистый.
Листья очерёдные, ланцетные. Стеблевые — сидячие, прикорневые — короткочерешковые.
Цветки мелкие, белого цвета. Лепестки длиной 6-7 мм, чашелистики - 3-3,5 мм, цветоносы при плодах - 6-8,5 см. Соцветие — густая кисть, при плодах удлинённая. Цветёт в мае — сентябре.
Плоды — продолговато-эллиптические стручочки 6-9х4-4,5 мм, опушенные, с плоскими или выпуклыми створками. Семена по 2-6 шт. в гнезде, узкоокаймленные.

## Распространение и экология[1][4]
Природный ареал охватывает Евразию. В России встречается во многих районах европейской части и Сибири, за исключением арктических регионов. Вид включен в ботанический атлас растений Ленинградской области. 
Растёт по степям, сухим лугам, склонам, вдоль дорог. Встречается на высоте до 1200 м над уровнем моря.

## Химический состав
В различных частях растения в различных количествах содержатся дубильные вещества, включая эпикатехин и танин (корни - до 3,6%), алкалоиды (корни - до 0,8%, трава - до 0,13%, семена - н\а), органические кислоты, включая лимонную и аскорбиновую (корни - до 0,14%, листья - до 0,5%, цветки - до 0,35%). В прикорневых листьях также накапливаются сахара. Выявлено наличие кумаринов, карденолидов, флавоноидов (гликозиды кемпферола, кверцетина, рамноцитрина), синигрина, глюкозинолатов, тритерпеновых соединений и каротиноидов. В жирном масле семян (содержание 15,6-55%) имеются жирные кислоты - арахиновая (до 19,3%), линоленовая (до 52,3%), линолевая (до 22,6%), олеиновая (до 12,1%), в меньших количествах - пальмитиновая, пальмитолеиновая, стеариновая. Трава икотника серого содержит 25 макро- и микроэлементов, растение обладает способностью аккумулировать из почвы молибден и бор.

## Значение и применение

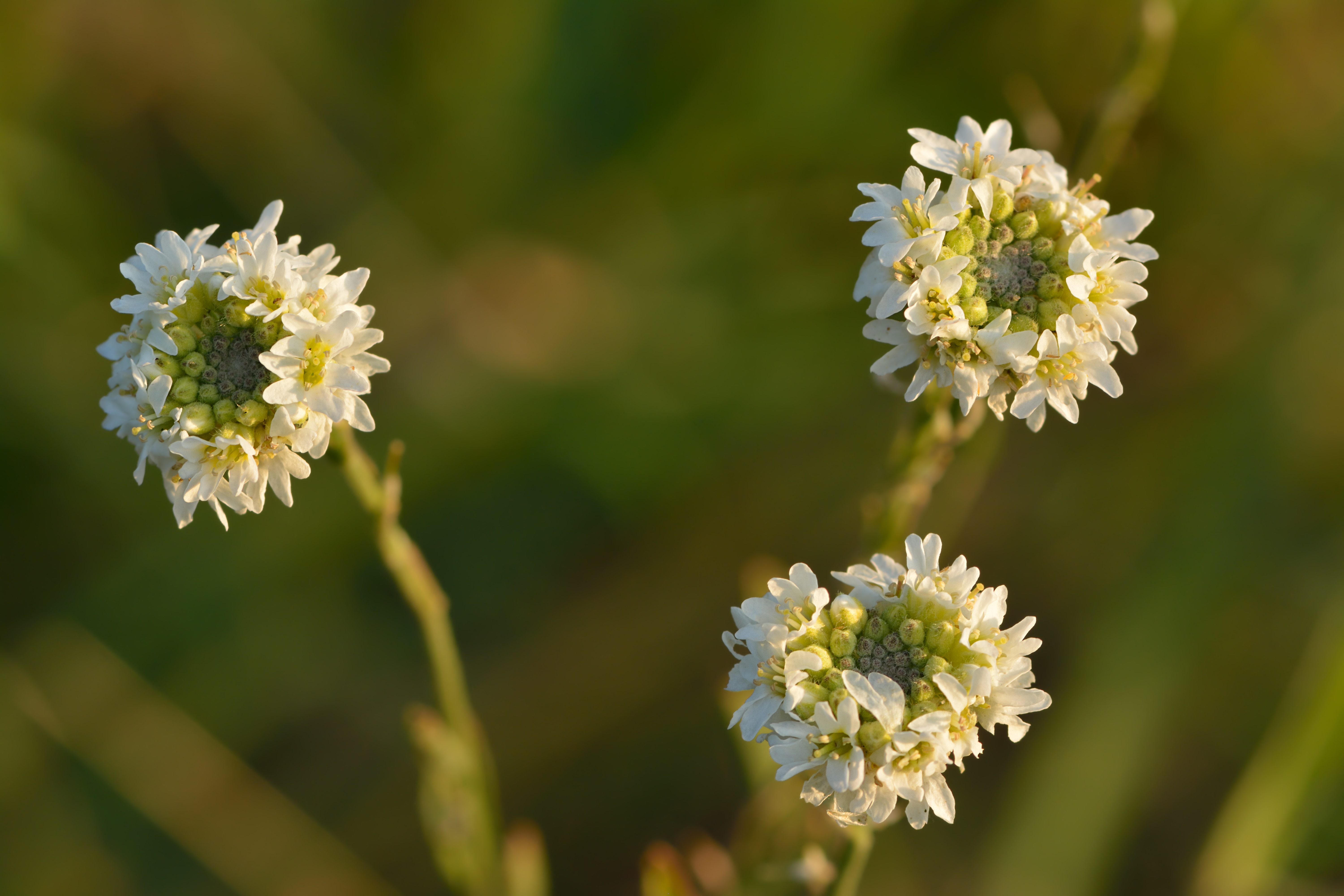
Соцветие икотника серого

В народной медицине икотник используют как успокаивающее средство при нервной икоте. Со ссылкой на экспериментальные фармакологические исследования утверждается что растение имеет гипотензивные и диуретические свойства, проявляет антифунгальную и антибактериальную активность, противовоспалительное действие. Отхаркивающие свойства также подтверждены экспериментально, однако менее выражены чему у алтея лекарственного. Анальгетическое (болеутоляющее) действие несколько слабее чем у препарата Анальгин.
Хороший нектаронос и пыльценос. 100 цветков в условиях Волгоградской области выделяют 87 мг нектара.

## Классификация

### Таксономия[9]
Berteroa incana (L.) DC., 1821,  Syst. Nat. 2: 291
Вид Икотник серый относится к роду Икотник (Berteroa) семейства Капустные (Brassicaceae) порядка Капустоцветные (Brassicales). Кладограмма в соответствии с Системой APG IV по состоянию на июнь 2023 года:
|  |                                      |  |                                   |                                   |                     |  | ещё 16 семейств | ещё 16 семейств |               |  |  |  | еще 4 подтвержденных вида и 1 таксон, ожидающих подтверждения |
|  |                                      |  |                                   |                                   |                     |  | ещё 16 семейств | ещё 16 семейств |               |  |  |  | еще 4 подтвержденных вида и 1 таксон, ожидающих подтверждения |
|  |                                      |  |                                   | порядок Капустоцветные            |                     |  |                 |                 | род Икотник   |  |  |  |                                                               |
|  |                                      |  |                                   | порядок Капустоцветные            |                     |  |                 |                 | род Икотник   |  |  |  |                                                               |
|  | отдел Цветковые, или Покрытосеменные |  |                                   |                                   | семейство Капустные |  |                 |                 | Икотник серый |  |  |  |                                                               |
|  | отдел Цветковые, или Покрытосеменные |  |                                   |                                   | семейство Капустные |  |                 |                 |               |  |  |  |                                                               |
|  |                                      |  | ещё 63 порядка цветковых растений | ещё 63 порядка цветковых растений |                     |  |                 | ещё 354 рода    | ещё 354 рода  |  |  |  |                                                               |
|  |                                      |  |                                   | ещё 63 порядка цветковых растений |                     |  |                 |                 | ещё 354 рода  |  |  |  |                                                               |

### Синонимы
- Alyssum incanum  L.
- Alyssum incanum var. trichocarpum  (Rohlena) Beck
- Berteroa incana f. trichocarpa  (Rohlena)  Trinajstić
- Berteroa incana subsp. stricta  Stoj. & Stef.
- Berteroa incana var. bulgarica  Degen & Urum.
- Berteroa incana var. trichocarpa  Rohlena
- Berteroa stricta  Boiss.
- Crucifera berteroa  E.H.L.Krause
- Draba chaeirifolia  J.P.Bergeret
- Draba cheiranthifolia  Lam.
- Draba cheirifolia  Berg. ex DC.
- Draba cheiriformis  Lam.
- Draba dasycarpa  Bernh.
- Draba himalayensis  Klotzsch
- Farsetia incana  R.Br.
- Moenchia incana  (L.)  Roth
- Vesicaria incana  Desv.